# عبد العزيز الشمري (ممثل)
عبد العزيز الشمري (20 يوليو 1972 -) ممثل سعودي هو خريج المعهد العالي للفنون المسرحية.

## أعماله
- مستر كاش

2016 - مسلسل
- حصاد الزمن

2015 - مسلسل
- أهل البلد

2013 - مسلسل
- غشمشم 6

2011 - مسلسل
- قووول في الثمانيات

2011 - مسلسل
(ضيف الحلقات)
- من عيوني

2011 - مسلسل
- أيام وليالي

2011 - مسلسل
- سكتم بكتم 2

2011 - مسلسل
- بيني و بينك 4

2010 - سيت كوم
- بيني و بينك 3

2009 - سيت كوم
- بيني وبينك (ج3)

2009 - سيت كوم
- عوانس سيتي

2009 - مسلسل
(مطلق)
- عمشة في ديرة النسوان

2008 - مسلسل
- قصة الأمس

2008 - مسلسل
- غلطة نوف

2008 - مسلسل
(سعد)
- عيال الفقر

2007 - مسلسل
- عمشة بنت عماش

2007 - مسلسل
- أسوار (ج1)

2006 - مسلسل
- أوراق سجينة

2006 - مسلسل
- عائلة خاصة جدا

2001 - مسلسل
- خوخ ورمان

2000 - مسلسل
- الديرة

1999 - مسلسل
- أين الطريق

1999 - مسلسل
- الرمضاء والنار